# Meadowlark Lake
Der Meadowlark Lake, auch bekannt als Tensleep Reservoir, ist ein Stausee in den Countys Big Horn und Washakie im Norden des US-Bundesstaates Wyoming. Er liegt in den westlichen Bighorn Mountains innerhalb des Bighorn National Forest auf einer Höhe von 2605 m. Westlich des Sees im Big Horn County liegt ein gleichnamiges gemeindefreies Gebiet (Unincorporated community), das häufig auch als Meadow Lark Lake bezeichnet wird.

## See
Der See Meadowlark Lake liegt am hier als Cloud Peak Skyway verlaufenden U.S. Highway 16 an der Grenze der Countys Big Horn und Park innerhalb des Bighorn National Forest. Der See entstand im Jahr 1936 durch den Bau eines Staudamms durch das Civilian Conservation Corps (CCC). Dabei wurde der East Tensleep Creek zu einem heute rund 1,1 km² großen Stausee aufgestaut. Der East Tensleep Creek entwässert über Tensleep Creek und Bighorn River in den Yellowstone River.
Der Stausee wird heute primär zur Erholung genutzt. An seinem Ufer befinden sich mehrere Picknickplätze, ein Campingplatz, eine Skihütte sowie ein südlich angrenzendes Skigebiet, das Meadowlark Ski Resort, das mit zehn Pistenkilometern und drei Skiliften aufwartet.

## Gemeindefreies Gebiet
Rund zwei Kilometer westlich des Sees liegt das gemeindefreie Gebiet Meadow Lark Lake auf einer Höhe von 2499 m, ebenfalls am U.S. Highway 16. Bei der Volkszählung im Jahr 2000 hat das U.S. Census Bureau eine Einwohnerzahl von 8 ermittelt, als der Ort den Status eines Census-designated place (CDP) innehatte. Seit dem United States Census 2010 ist Meadow Lark Lake nicht mehr als CDP registriert. Im Ort befinden sich ein Campingplatz, eine Lodge sowie ein Restaurant.

## Belege
1. ↑  Meadow Lark Lake. In: Bighorn National Forest. United States Forest Service, United States Department of Agriculture, abgerufen am 11. Februar 2025 (englisch).
2. ↑  Meadowlark Lake. In: Geographic Names Information System. United States Geological Survey, United States Department of the Interior (englisch).
3. ↑  Ski resort Meadowlark Ski Lodge. In: skiresort.info. Abgerufen am 11. Februar 2025.
4. ↑  Meadow Lark Lake. In: Geographic Names Information System. United States Geological Survey, United States Department of the Interior (englisch).